# Honda CBF 1000
La Honda CBF 1000 è una motocicletta sportiva prodotta dalla casa motociclistica giapponese Honda dal 2006 al 2018, nello stabilimento abruzzese di Atessa.

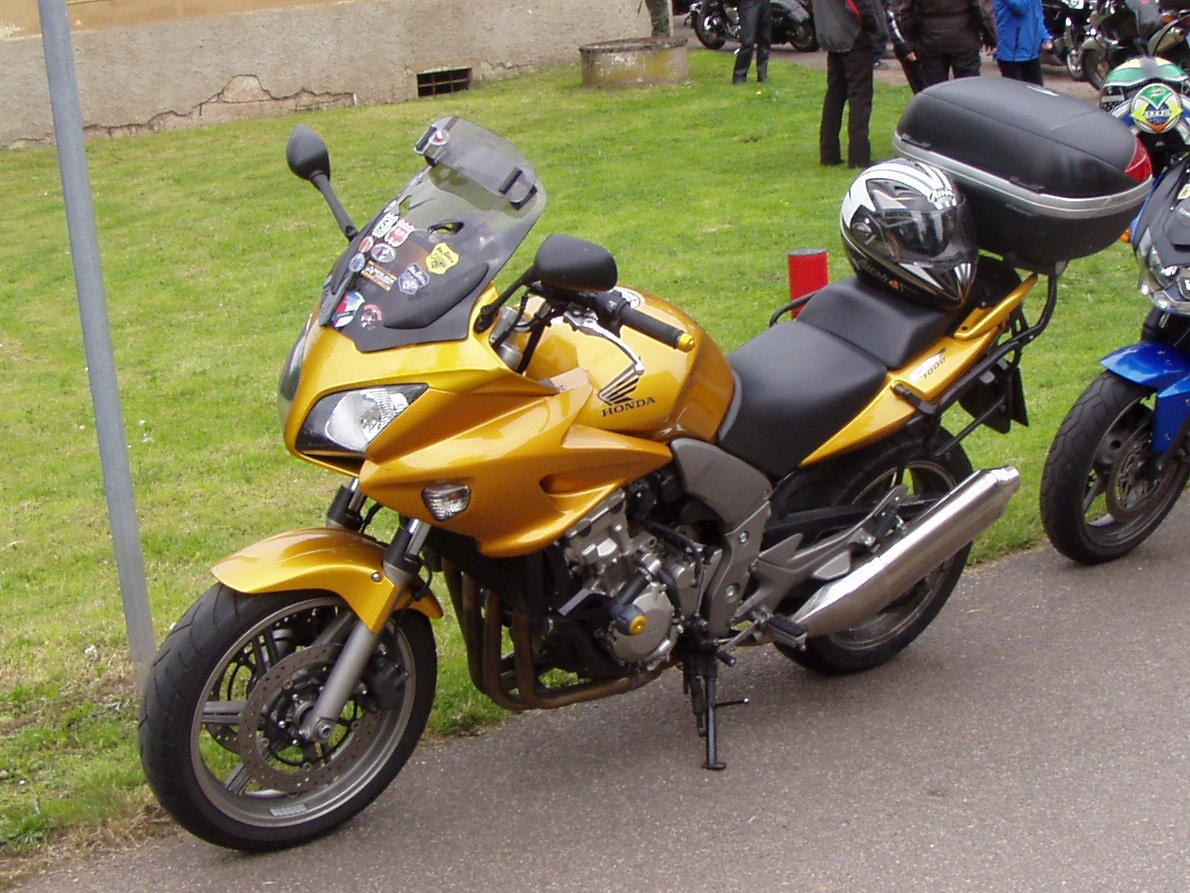
CBF 1000

## Descrizione e tecnica
La moto, che fa parte della serie CBF, monta un motore basato sul quello della coeva CBR 1000RR Fireblade. Invece, il telaio in acciaio è derivato dalla più piccola CBF 600.
Il modello è spinto da un motore a quattro tempi a quattro cilindri in linea di 998 cm³, con distribuzione con doppio albero a camme in testa (DOHC) a quattro valvole per cilindro, per un totale di 16. La CBF 1000 è alimentata da un sistema ad iniezione elettronica di carburante. 
Presentata per la prima volta nel marzo 2006 e sviluppata per essere venduta principalmente nel mercato europeo, rispetto alla CBR 1000RR dove il motore ha un rendimento migliore e maggiore agli alti regimi, quello della CBF1000 è stato oggetto di modifiche per avere un'erogazione di potenza più uniforme e lineare, più adatta alla guida turistica. Sebbene la potenza massima e la coppia massima siano significativamente inferiori rispetto al motore della CBR 1000RR, esse però vengono erogate a regimi di rotazione inferiori. 
La moto è disponibile anche in una versione chiamata CBF 1000 ST, che aggiunge una carenatura completa, ABS, motovaligie laterali e un bauletto.
Nel 2008 Honda ha lanciato un'edizione speciale chiamata Silverline, limitata a 500 unità e caratterizzata da carenatura integrale color argento, ABS, cavalletto centrale e due valigie verniciate.
Nel 2010 è stata presentata la CBF 1000F, una versione pesantemente modificata che introduce un nuovo telaio realizzato in alluminio anziché in acciaio, un sistema di scarico con schema quattro in uno che sostituisce il precedente quattro in due, nuova strumentazione digitale e carenatura ridisegnata. Anche il motore, ripreso dalla Honda Fireblade SC, è stato oggetto di modifiche (al rapporto di compressione e al sistema d'inizione) con un incremento di potenza, riducendone al contempo sia il peso che i consumi. Inoltre ABS è di serie.

## Riepilogo versioni
|                        | CBF 1000                             | CBF 1000F                            |
| ---------------------- | ------------------------------------ | ------------------------------------ |
| Motore                 | 4 cilindri in linea                  | 4 cilindri in linea                  |
| Cilindrata             | 998 cm³                              | 998 cm³                              |
| Potenza                | 72 kW (96,6 CV) a 8.000 giri/min     | 79 kW (105,9 CV) a 9.000 giri/min    |
| Alimentazione          | PGM-FI (iniezione elettronica)       | PGM-FI (iniezione elettronica)       |
| Serbatoio              | 19 litri                             | 20 litri                             |
| Trasmissione           | finale a catena con cambio a 6 marce | finale a catena con cambio a 6 marce |
| Pneumatico anteriore:  | 120/70ZR17 M/C (58W)                 | 120/70ZR17 M/C (58W)                 |
| Pneumatico posteriore: | 160/60ZR17 M/C (69W)                 | 160/60ZR17 M/C (69W)                 |
| Peso                   | 250 kg                               | 245 kg                               |